# Ślicznotka z Memphis

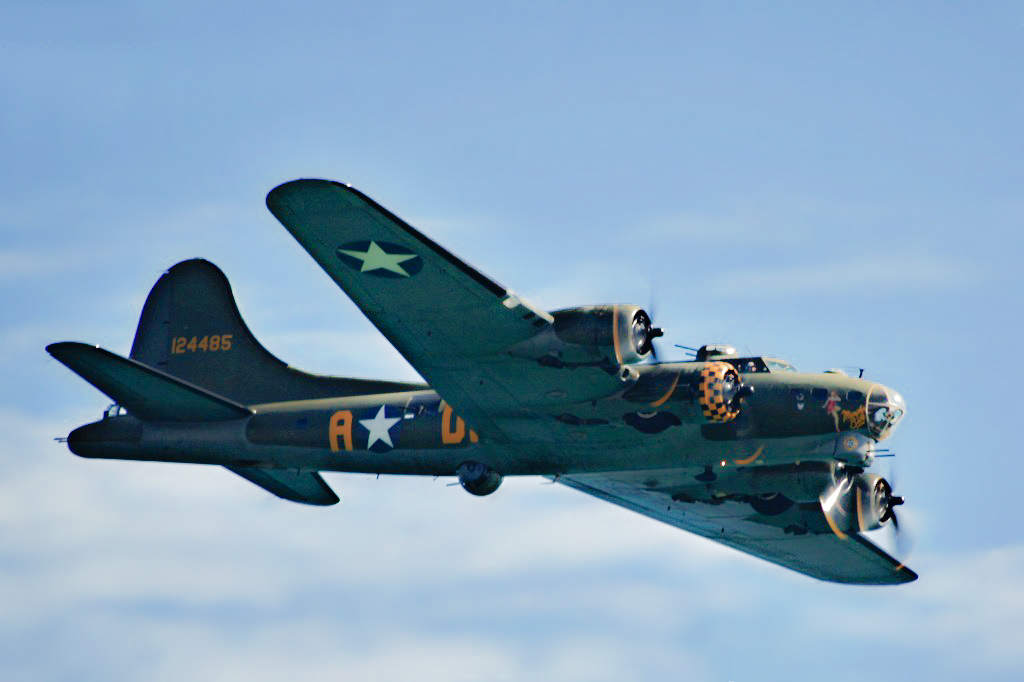

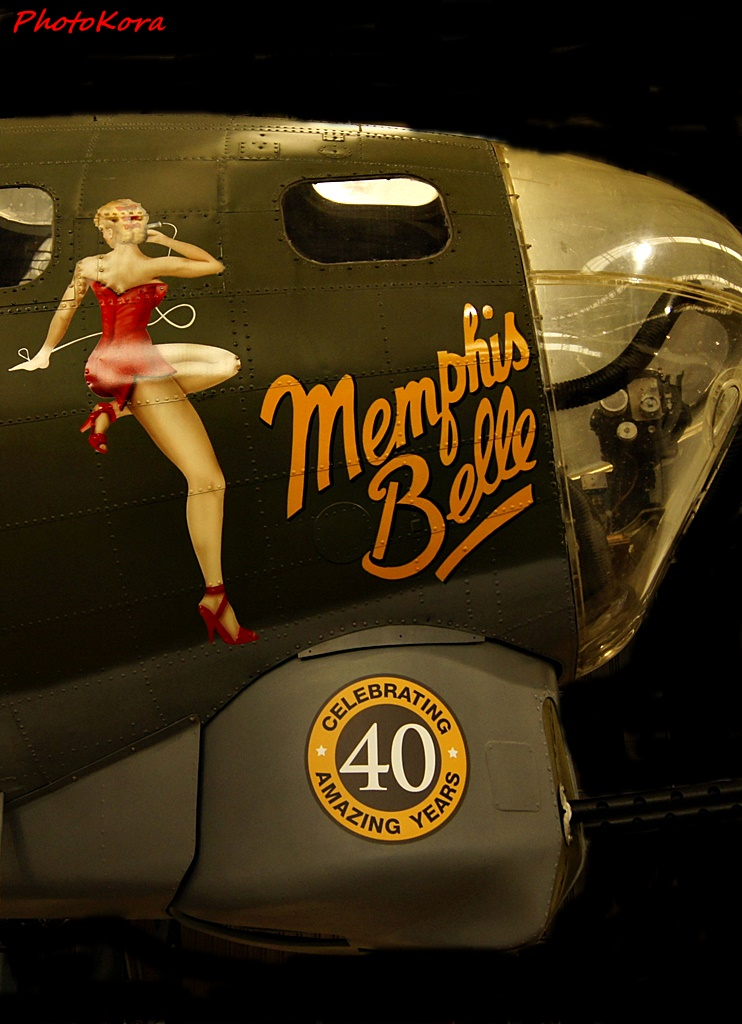

Ślicznotka z Memphis (ang. Memphis Belle) – amerykańsko-brytyjsko-japoński film wojenny z 1990 roku. Tytułowa „Ślicznotka” to bombowiec B-17. Film przedstawia ostatnie zadanie samolotu i jego załogi: bombardowanie Bremy.

## Obsada
- Matthew Modine – Kpt. Dennis Dearborn, pilot
- Eric Stoltz – Sierż. Danny Daly, radiooperator
- Tate Donovan – Por. Luke Sinclair, 2. pilot
- D.B. Sweeney – Por. Phil Lowenthal, nawigator
- Sean Astin – Sierż. Richard 'Rascal' Moore, dolny strzelec
- Billy Zane – Por. Val Kozlowski, bombardier
- Harry Connick Jr. – Sierż. Clay Busby, tylny strzelec
- Reed Diamond – Sierż. Virgil Hoogesteger, górny strzelec
- Courtney Gains – Sierż. Eugene McVey, prawy strzelec
- Neil Giuntoli – Sierż. Jack Bocci, lewy strzelec
- John Lithgow – Ppłk. Bruce Derringer
- David Strathairn – Płk. Craig Harriman
- Steven Mackintosh – Stan the Rookie
- Morag Siller – Jitterbugger
- Jane Horrocks – Faith